# سالم جمعان
سالم جمعان ، لاعب كرة قدم عماني سابق. كان يلعب مع نادي النصر العماني. وقد لعب مع منتخب عمان لكرة القدم.

## كأس الخليج 1982
سجل هدف في مرمى منتخب الإمارات لكرة القدم.